# Turkmenistan op de Olympische Zomerspelen 2024
Turkmenistan nam deel aan de Olympische Zomerspelen 2024 in Parijs.

## Aantal Deelnemers
Hieronder volgt een overzicht van de atleten die deelnamen aan de Olympische Zomerspelen van 2024.
| Sport         | Mannen | Vrouwen | Totaal |
| ------------- | ------ | ------- | ------ |
| Atletiek      | 0      | 1       | 1      |
| Judo          | 1      | 1       | 2      |
| Gewichtheffen | 1      | 0       | 1      |
| Zwemmen       | 1      | 1       | 2      |
| Totaal        | 3      | 3       | 6      |

## Deelnemers en resultaten

### Atletiek

#### Loopnummers
Mannen
| atleet             | onderdeel | voorronde | voorronde | series   | series | herkansingen | herkansingen | halve finale   | halve finale   | finale         | finale         |
| atleet             | onderdeel | tijd      | rang      | tijd     | rang   | tijd         | rang         | tijd           | rang           | tijd           | rang           |
| ------------------ | --------- | --------- | --------- | -------- | ------ | ------------ | ------------ | -------------- | -------------- | -------------- | -------------- |
| Valentina Meredova | 100 m     | 12,01 SB  | 4 q       | 11,95 SB | 9      | n.v.t.       | n.v.t.       | niet geplaatst | niet geplaatst | niet geplaatst | niet geplaatst |

### Gewichtheffen
Mannen
| atlete               | onderdeel | trekken | trekken | stoten | stoten | totaal | rang |
| atlete               | onderdeel | score   | rang    | score  | rang   | totaal | rang |
| -------------------- | --------- | ------- | ------- | ------ | ------ | ------ | ---- |
| Davranbek Hasanbayev | -102 kg   | 180     | 6       | 190    | 10     | 370    | 10   |

### Judo
Mannen
| atleet         | onderdeel | eerste ronde         | tweede ronde         | kwartfinale          | halve finale         | herkansing           | finale / BM          | finale / BM    |
| atleet         | onderdeel | tegenstander uitslag | tegenstander uitslag | tegenstander uitslag | tegenstander uitslag | tegenstander uitslag | tegenstander uitslag | rang           |
| -------------- | --------- | -------------------- | -------------------- | -------------------- | -------------------- | -------------------- | -------------------- | -------------- |
| Serdar Rahimov | −66 kg    | Pedro W 10 - 01      | Lima V 00 - 10       | niet geplaatst       | niet geplaatst       | niet geplaatst       | niet geplaatst       | niet geplaatst |

Vrouwen
| atleet          | onderdeel | eerste ronde         | tweede ronde         | kwartfinale          | halve finale         | herkansing           | finale / BM          | finale / BM    |
| atleet          | onderdeel | tegenstander uitslag | tegenstander uitslag | tegenstander uitslag | tegenstander uitslag | tegenstander uitslag | tegenstander uitslag | rang           |
| --------------- | --------- | -------------------- | -------------------- | -------------------- | -------------------- | -------------------- | -------------------- | -------------- |
| Maysa Pardayeva | −57 kg    | Cai Q W 10 - 00      | Silva V 00 - 10      | niet geplaatst       | niet geplaatst       | niet geplaatst       | niet geplaatst       | niet geplaatst |

### Zwemmen
Mannen
| atleet        | onderdeel        | series | series | halve finale   | halve finale   | finale         | finale         |
| atleet        | onderdeel        | tijd   | rang   | tijd           | rang           | tijd           | rang           |
| ------------- | ---------------- | ------ | ------ | -------------- | -------------- | -------------- | -------------- |
| Musa Zhalayev | 100 m vrije slag | 52,29  | 61     | niet geplaatst | niet geplaatst | niet geplaatst | niet geplaatst |

Vrouwen
| atleet         | onderdeel     | series  | series | halve finale   | halve finale   | finale         | finale         |
| atleet         | onderdeel     | tijd    | rang   | tijd           | rang           | tijd           | rang           |
| -------------- | ------------- | ------- | ------ | -------------- | -------------- | -------------- | -------------- |
| Aynura Primova | 100 m rugslag | 1.10,17 | 35     | niet geplaatst | niet geplaatst | niet geplaatst | niet geplaatst |